# Нова Каліфорнійська Республіка
Нова Каліфорнійська Республіка (НКР) — вигадана післявоєнна республіка з постапокаліптичної франшизи Fallout. Вона слугувала спробою управління пусткою, забезпечуючи дотримання законів у підконтрольних їй регіонах. НКР в основному діє з південної Каліфорнії, одночасно контролюючи додаткові території в Орегоні та Неваді.
НКР вперше з'явилася у Fallout 2, а пізніше стала ключовим елементом сюжету Fallout: New Vegas. Вона знову з'явилася в телевізійній адаптації 2024 року, заснованій на серії відеоігор.

## Структура
Нова Каліфорнійська Республіка утверджується як республіка у Fallout: New Vegas, намагаючись забезпечити дотримання законів, таких як заборона азартних ігор і проституції. Фракція використовує зброю ще до Великої війни, намагаючись керувати пусткою. НКР керується демократією, намагаючись відстоювати права постлюдських істот, таких як гулі.

## Прапор
Прапор Нової Каліфорнійської Республіки безпосередньо натхненний прапором штату Каліфорнія, на якому зображено каліфорнійського ведмедя грізлі на клаптику трави.
Перший прапор НКР, помічений у 2241 році, зображує каліфорнійського ведмедя гризлі з двома головами, з абревіатурою «NCR» позаду нього, а також весь штат Каліфорнія та одну червону зірку у верхньому лівому куті, і підкреслено тонкою червоною смугою. До 2281 року використовується простіший дизайн, який більше нагадує державний прапор Каліфорнії, головними відмінностями є двоголовий ведмідь грізлі та змінений напис «Нова Каліфорнійська Республіка».

## Поява

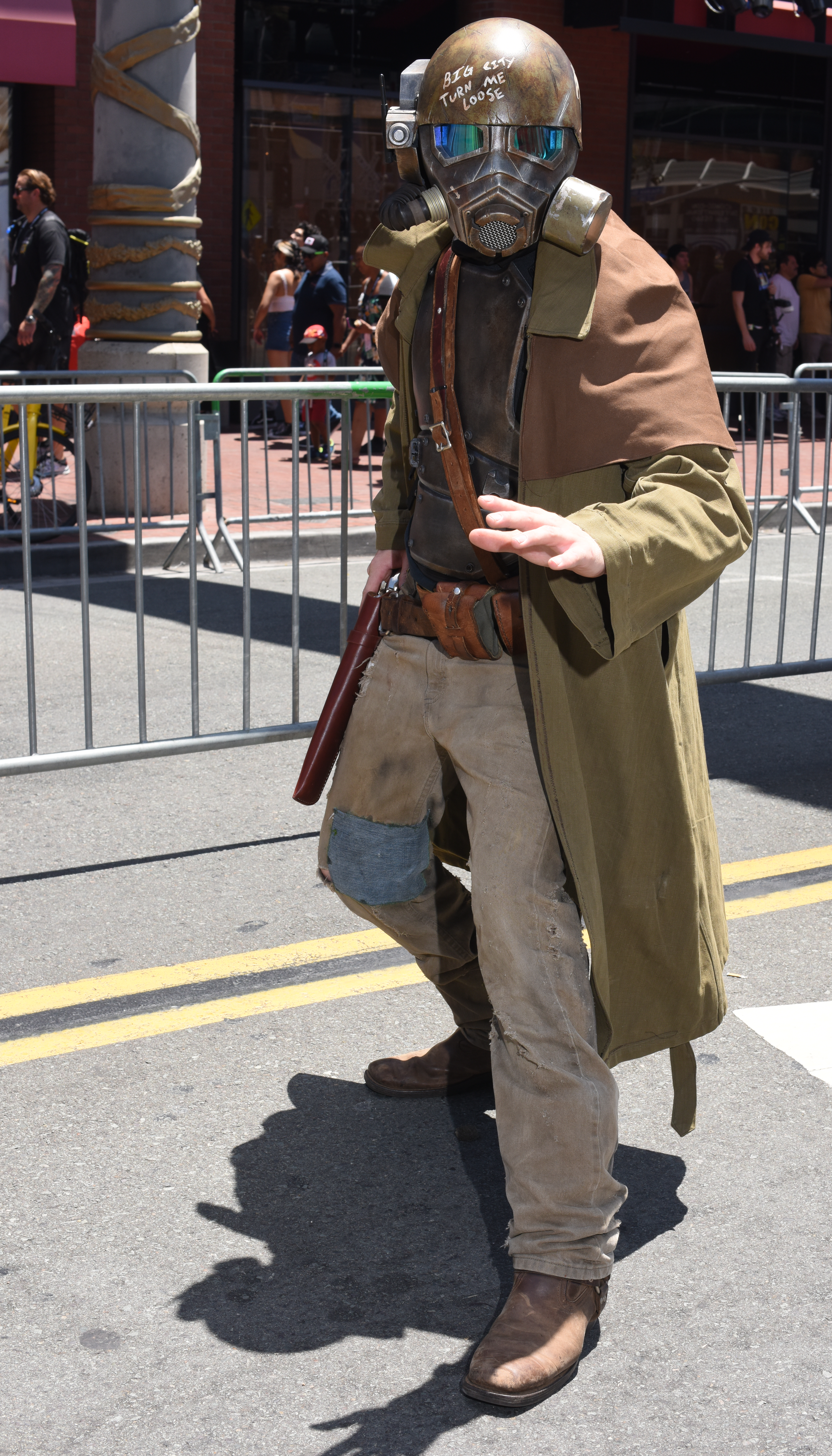
Косплеєр, одягнений як рейнджер пустелі НКР

Нова Каліфорнійська Республіка вперше з'явилася у Fallout 2, другій грі серії Fallout. ЇЇ найпомітніша поява була у Fallout: New Vegas, де НКР був основним елементом сюжету гри. Фракція бере участь у війні проти Братства Сталі і активно бореться з Легіоном Цезаря за контроль над дамбою Гувера, яку НКР використовує для забезпечення себе та цивільних людей електроенергією та водою. НКР також бореться за післявоєнний Лас-Вегас і регіон пустелі Мохаве. Крім того, на обкладинці гри зображено рейнджера фракції НКР. Система карми у Fallout: New Vegas є частиною Нової Каліфорнійської Республіки, де гравець отримує або втрачає карму залежно від того, кого він убиває. НКР додатково згадується у Fallout 4.
У телевізійній адаптації Fallout 2024 року персонаж Лі Молдавер (Сарита Чоудхурі) зображена як лідер НКР, яка шукає систему холодного синтезу, щоб надати електроенергію навколишнім територіям. НКР раніше діяла з місця свого заснування, у поселенні під назвою Shady Sands, яке було знищено ядерною війною після зростання політичної влади НКР над Каліфорнією. На початку шоу Молдавер очолює рейд на Сховище 33 і викрадає наглядача Хенка Макліна (Кайл МакЛахлан), що спонукає його доньку Люсі Маклін (Елла Пернелл) покинути сховище, щоб шукати його.

## Просування та мерчендайз
17 червня 2021 року Bethesda випустила обмежену серію шоломів НКР Desert Ranger, які можна носити. Шоломи, зазначені в обмеженій кількості в 500 екземплярів, були розкуплені відразу після виставлення на продаж.

## Критика
Крістін Штаймер з IGN назвала НКР «роздутою та неефективною у захисті свого народу» під час свого огляду Fallout: New Vegas, тоді як Ден Вайтхед з Eurogamer назвав Нову Каліфорнійську Республіку відповідальною за те, що пустка має «схожість порядку»." У 2017 році чоловіка, який був косплеєром персонажа Нової Каліфорнійської Республіки в Гранд-Прері, Альберта, Канада, тимчасово заарештували після того, як представники громадськості прийняли його за людину з бомбою. Після виходу телевізійної адаптації 2024 року історія Нової Каліфорнійської республіки піддалася сумніву фанатами Fallout, які, здавалося, виявили протиріччя між хронологією подій, що оточують шостий епізод шоу, і подіями з Fallout: New Vegas.
Оскільки знищення головного підрозділу НКР у Shady Sands було вперше розкрито в телевізійному серіалі, шанувальники Fallout поставили під сумнів майбутнє фракції. В інтерв'ю IGN виконавчий продюсер Bethesda Тодд Ховард відповів, дражнивши: «Я не думаю, що ви чули останній раз про НКР». Говард також зазначив, що НКР проводить операції за межами Каліфорнії, маючи на увазі, що знищення Shady Sands не буде кінцем для всієї республіки.